# Казињана
Казињана (итал. Casignana) је насеље у Италији у округу Ређо ди Калабрија, региону Калабрија.
Према процени из 2011. у насељу је живело 518 становника. Насеље се налази на надморској висини од 344 м.

## Становништво
| 1951. | 1961. | 1971. | 1981. | 1991. | 2001. | 2011. |
| ----- | ----- | ----- | ----- | ----- | ----- | ----- |
| 2.059 | 1.641 | 1.204 | 962   | 836   | 775   | 773   |